# 5866 Sachsen
Az 5866 Sachsen (ideiglenes jelöléssel 1988 PM2) a Naprendszer kisbolygóövében található aszteroida. Freimut Börngen fedezte fel 1988. augusztus 13-án.